# Athous uncicollis
Athous uncicollis là một loài bọ cánh cứng trong họ Elateridae. Loài này được Perris miêu tả khoa học năm 1864.